# Клуб 500 (Чикаго)
«Клуб 500» — ініціатива українських організацій Чикаго у 1990-х роках, метою якої було заохотити 500 членів-прихильників, щоб пожертвували по 500 доларів. Незадовго українська громада зібрала 200 тисяч доларів, що допомогло відкриттю першого українського консулату в Америці. Ініціаторка «Клубу-500» — доктор Дарія Маркусь із Чикаго.

## Перебіг подій
Навесні 1992 р. при неформальних розмовах Дарії і Василя Маркусів та Святослава Личика з радником посольства Сергієм Куликом було висловлено ідею про створення в Чикаго Консульства України, для чого необхідні були зусилля як української, так і американської (українська діаспора в Чикаго) сторони. Зокрема, Дарія Маркусь взяла на себе організацію фінансової допомоги на влаштування консульства в Чикаго, бо на той час Україна мала труднощі з фінансуванням консульств по світу.
В травні 1992 р. Чикаго відвідав міністр оборони Костянтин Морозов, а з ним депутат Верховної Ради України та голова парламентарної комісії із закордонних справ Дмитро Павличко та посол Олег Білорус, які підтримали ідею відкриття в Чикаго Консульства України.
Радник українського посольства С.Кулик улагодив дозвіл Посольства України в США, а після — домігся згоди Міністерства закордонних справ України та американського уряду. Дозволи одержано 11 вересня 1992 р.
У Чикаго було утворено Ініціативний комітет для допомоги та утримання українського представництва в Чикаго.
Відкриття консульства відбулося 2 жовтня 1992 р. Були присутні Міністр закордонних справ України Анатолій Зленко, новопризначений Генеральний консул України в Чикаго Анатолій Олійник та Посол України в США Олег Білорус. Перше приміщення консульства — в українському культурному осередку в Чикаго.
Створення «Клубу 500» припадає на 1992—1993 рр.
11 грудня 1992 р. за ініціативою Дарії Маркусь було створено «Клуб 500» — 500 людей по $500 з ціллю допомогти українському консульству улаштуватися на постійне перебування в Чикаго. «Клуб 500» ставив на меті до 31 грудня 1994 р. зібрати $200-250 тисяч доларів.
Дарія Маркусь у 1993 р. виїхала до Києва. Справи «Клубу — 500» перебрала на себе заступниця голови у справах фінансів Дарія Ярошевич.
Дарія Маркусь була головним організатором збирання фондів, які до 1 квітня 1996 р. сягали понад $360 тисяч доларів. До цієї загальної суми включено прибутки з таких імпрез: «Колядуємо Україні», «Амбасадорський бал-бенефіс», а також пожертви з міст консульського округу (Детройт, Міннеаполіс, Омага, штату Вісконсин). 31 березня 1994 р. адміністративне бюро консульства переїхало на постійне місце при 10 East Huron Street, Chicago.
Виконавши своє завдання — збирання фондів, «Клуб 500» перестав існувати. На базі членства «Клубу 500» заснувалася нова організація — Товариство приятелів Генерального консульства України в Чикаго з новою управою, своїм статутом і новим завданням підтримки установи та праці Генерального консульства України в Чикаго.
Головним досягненням Товариства у 1998—2009 рр. було придбання у власність будинку для консульства при 10 East Huron St. У присутності Людмили Протасової, виконуючої обов'язки Генерального консула, Юліяна Куляса було підписано договір на купівлю будинку, а 17 серпня 1998 року будинок став власністю Уряду України.
Як вияв вдячності членам «Клубу 500» і Товариству приятелів України була виготовлена меморіальна таблиця з іменами всіх добродіїв, які надавали грошову підтримку до встановлення консульства України в Чикаго. Пропам'ятна таблиця на постійному місці при вході до будинку вмонтована в червні 2008 р.
Діяльність клубу відображена в книзі «Коротка історія Товариства приятелів Генерального Консульства України в Чикаго „Клуб 500“» і в архівних матеріалах підтвердження історичної діяльності, переданих Українському національному музею в Чикаго.